# Asterella liukiuensis
Asterella liukiuensis là một loài rêu trong họ Aytoniaceae. Loài này được Horik. Horik. mô tả khoa học đầu tiên năm 1851.